# Chính phủ lâm thời Liên minh Dân tộc và Cứu quốc Campuchia
Chính phủ lâm thời Liên minh Dân tộc và Cứu quốc Campuchia (PGNUNSC) là chính phủ lâm thời không được quốc tế công nhận và có vẻ bề ngoài do Khmer Đỏ thành lập vào ngày 11 tháng 7 năm 1994, để đối lập với Vương quốc Campuchia đã thành lập. Đây được coi là cứ điểm hoạt động cuối cùng của Khmer Đỏ tại Campuchia.

## Lịch sử
Thủ tướng của PGNUNSC là Khieu Samphan (đồng thời là tổng tư lệnh lực lượng vũ trang) và Phó Thủ tướng (đồng thời phụ trách các vấn đề đối ngoại) là Son Sen. Nguồn nhân lực PGNUNSC hình thành từ các thành viên thuộc Đảng Đoàn kết Dân tộc Campuchia. Những khu vực mà chính phủ này nắm quyền kiểm soát bao gồm Pailin (thủ đô của chính phủ lâm thời) và Preah Vihear (nơi đặt trụ sở). Đài phát thanh của Khmer Đỏ còn được gọi là "Đài phát thanh của Chính phủ lâm thời Liên minh Dân tộc và Cứu quốc Campuchia". Các bộ trưởng khác bao gồm Chan Youran, Mak Ben, In Sopheap, Kor Bun Heng, Pich Cheang và Chuon Choeun.
Tháng 8 năm 1996, quan chức cấp cao của Khmer Đỏ là Ieng Sary đã đào thoát khỏi nơi đây với hai sư đoàn vũ trang và tự thành lập đảng của riêng mình mang tên Phong trào Liên minh Dân tộc Dân chủ, từ đó khuyến khích nhiều người đào ngũ khỏi Khmer Đỏ khi Pol Pot ra lệnh ám sát Son Sen ( thành công) và Ta Mok (thất bại) Vào giữa tháng 6 năm 1997 Khieu Samphan (lúc này đã thành lập Đảng Đoàn kết Dân tộc Khmer) bèn đứng ra tố cáo Pol Pot và bắt đầu thảo luận về việc xuất ngũ và trở lại cuộc sống đời thường.
Với cái chết của Pol Pot vào tháng 4 năm 1998 và ý kiến lan rộng trong toàn thể lực lượng Khmer Đỏ muốn chấm dứt cuộc xung đột kéo dài gần 20 năm, Khieu Samphan và Ta Mok đã giải tán chính phủ lâm thời này vào ngày 22 tháng 6 năm 1998.